# Hans-Jürgen Syberberg
Hans-Jürgen Syberberg, född 8 december 1935 i Nossendorf i Vorpommern, är en tysk filmregissör. Han räknas till företrädarna för den nya tyska filmen och är mest känd för den långa dokumentära konstfilmen Hitler – en film från Tyskland (1977).

## Liv
Syberberg var son till en godsägare och växte upp i Rostock och Berlin. År 1953 flyttade han till Västtyskland, där han 1956–1957 studerade litteraturvetenskap och konsthistoria. Han disputerade i München med en avhandling om "Det absurda hos Dürrenmatt". År 1963 började Syberberg sända kulturrapporter för tyska tv- och radiokanaler, innan han inledde sin karriär som filmskapare andra halvan av årtioendet. Syberberg är bosatt i München.

## Film
Syberberg föreställer sig filmen som en vital passion, ett slags Gesamtkunstwerk i Wagners mening. Hans filmiska arbete präglas av en fusion mellan två ursprungligen motsatta poler inom den tyska kulturhistorien: 1700-talets rationalism och 1800-talets mysticism. Många bedömare, inklusive Syberberg själv har karakteriserat hans verk som en filmisk kombination av Bertolt Brechts doktrin om episk teater och Richard Wagners operaestetik. Välkända filosofer och intellektuella har skrivit om hans verk, inklusive Susan Sontag, Gilles Deleuze och Philippe Lacoue-Labarthe.
Eftersom Syberberg såväl i film som i skrift har gett uttryck för kontroversiella åsikter av konservativ prägel och bitvis varit hård i sin dom över det moderna, demokratiska samhället, har han utsatts för hätsk kritik av den tyska kritikerkåren. "De vill döda mig", konstaterade Syberberg själv i en intervju från 1988.

Den främsta anledningen till kontroversen kring Syberberg är hans över sju timmar långa experimentella dokumentärfilm Hitler – en film från Tyskland (1977) och senare hans bok Vom Unglück und Glück der Kunst in Deutschland nach dem letzten Kriege ("Om den tyska konstens olycka och lycka efter det senaste kriget", 1990). Enligt Syberbergs kritiker har han gett uttryck för reaktionära politiska åsikter och förminskat nazismens brott. I en artikel i New York Review of Books citerade den brittiske författaren Ian Buruma flera av Syberbergs kontroversiella uttalanden. Syberberg beskrev modern tysk konst som "smutsig och sjuk... ett hyllande av feghet och förräderi, av kriminella, horor, hat, fulhet, lögner, brott och allt som är onaturligt". Enligt Buruma ska Syberberg även ha sagt:
"Marx och Freud är de stöttepelare som markerar vägen från öst till väst. Ingen av dem är tänkbar utan judenheten. Deras system definieras av den. Den amerikansk-israeliska axeln garanterar parametrarna. Det är så folk tänker idag, det är så de känner, agerar och sprider information. Vi lever i den judiska epoken av den europeiska kulturella historien."
Buruma konstaterar att Syberberg "inte främst kritiserats för sin estetik, utan snarare för sin politik", och nämner flera inflytelserika tyska litteraturkritiker som gått till frontalangrepp mot Syberberg på grund av hans politiska övertygelse. En skribent i Der Spiegel kallade exempelvis Syberbergs åsikter för "värre än nazisternas", som "ledde till den slutgiltiga lösningen", eftersom "vi nu vet att [åsikterna] är dränkta i blod... De är inte bara dunkla, de är kriminella".
Syberberg fick också (negativ) uppmärksamhet i och med hans film om Winifred Wagner i samband med 100-årsjubileet av Bayreuthfestspelen (1975), i vilken Winifred i en intervju med Sybergberg uttalade sig positivt om Adolf Hitler. 

## Filmografi
- 1965 - Fünfter Akt, Siebte Szene. Fritz Kortner probt Kabale und Liebe
- 1965 - Romy. Anatomie eines Gesichts
- 1966 - Fritz Kortner spricht Monologue für eine Schallplatte
- 1966 - Wilhelm von Kobell
- 1966 - Die Grafen Pocci - einige Kapitel zur Geschichte einer Familie
- 1968 - Scarabea - Wieviel Erde braucht der Mensch
- 1969 - Sex-Business - made in Pasing
- 1970 - San Domingo
- 1970 - Nach meinem letzten Umzug
- 1972 - Ludvig – rekviem för en jungfrukonung
- 1972 - Theodor Hierneis oder: Wie man ehem. Hofkoch wird
- 1974 - Karl May
- 1975 - Winifred Wagner und die Geschichte des Hauses Wahnfried von 1914-1975
- 1977 - Hitler – en film från Tyskland
- 1981 - Parsifal
- 1984 - Die Nacht
- 1985 - Edith Clever liest Joyce
- 1986 - Fräulein Else
- 1987 - Penthesilea
- 1989 - Die Marquise von O.
- 1993 - Syberberg filmt Brecht
- 1994 - Ein Traum, was sonst
- 1997 - Höhle der Erinnerung